# Hemibidessus
Hemibidessus is een geslacht van kevers uit de familie  waterroofkevers (Dytiscidae).
Het geslacht is voor het eerst wetenschappelijk beschreven in 1921 door Zimmermann.

## Soorten
Het geslacht omvat de volgende soorten:
- Hemibidessus bifasciatus (Zimmermann, 1921)
- Hemibidessus celinoides (Zimmermann, 1921)
- Hemibidessus conicus (Zimmermann, 1921)
- Hemibidessus plaumanni Gschwendtner, 1935
- Hemibidessus spangleri K.B.Miller, 2002
- Hemibidessus spiroductus K.B.Miller, 2002